# Lön

Utbetalning av lön till arbetarna under Svenska Cypernexpeditionen, 1927-1931.

Lön är ersättning som betalas till en person i arbetsförhållande för utförande av arbete eller beredskap att utföra arbete. Lön utbetalas i regel i pengar. Om lönen ej är i pengar betalas den in natura, det vill säga med olika former av varor eller tjänster.
Lönekostnaden är lönebetalarens (arbetsgivarens) totala kostnader knutna till utbetalandet av en lön: själva lönen, men också sociala avgifter, skatter och liknande.

## Löneformer
Lön kan betalas för arbetad tid eller för uppnått resultat i form av beting, ackordlön eller provision. Tidsbaserad lön kan baseras på olika långa tidsperioder, såsom timlön, dagpenning eller månadslön. Även kombinationer av olika löneformer förekommer. Löneprocessen innebär att man ger "lönen" till de anställda. Det här är de pengar som arbetstagaren får efter alla avdrag, som skatter.

## Lönens belopp
Lönens belopp kan bestämmas av arbetsgivaren, i förhandlingar mellan arbetsgivare och arbetstagare, genom lagstiftning, eller genom kollektivavtal som förhandlas fram mellan representanter för arbetsgivare och arbetstagare.

## Brutto- och nettolön
Bruttolön är lön före avdrag för skatt. Nettolön är lönen efter avdrag för skatt och vissa andra avgifter.
Det finns många relaterade begrepp, såsom lönekostnad och disponibel inkomst (med olika definitioner. Lönekostnaden är i allmänhet betydligt större än bruttolönen. Pensionsavgifter, försäkringar, avgifter till arbetslöshetskassa, fackliga medlemsavgifter med flera kan betalas av arbetsgivaren skilt, av arbetsgivaren som del av bruttolönen eller direkt av arbetstagaren. Motsvarande gäller vissa naturaförmåner.

### Skattekil
Skattekil är skillnaden mellan arbetsgivarens lönekostnader och den lön arbetstagaren får (netto). Skillnaden består i första hand av skatter och sociala avgifter. Försäkringar och andra avgifter som indirekt kommer arbetstagaren till godo räknas i allmänhet in, också om de för begreppets tillämpning oftast borde likställas med nettolön.
Begreppet används då lönenivåns inverkan på sysselsättningen diskuteras: fler personer kunde antagligen anställas om lönekostnaden var lägre, medan det mesta av skattekilen går till utgifter som inte förorsakas av att personen anställs. Om man genom att minska skattekilen för en viss anställning skulle möjliggöra den anställningen, skulle alla parter vinna. Resonemanget används för att argumentera för att allmänt minska skattekilen.
De flesta skatter och avgifter av skattenatur räknas ha en negativ effekt på ekonomins funktion, de som ingår i skattekilen liksom andra. Däremot är de utgifter skatterna skall täcka i allmänhet befogade. Frågan är då inte huruvida skattekilen har en negativ effekt och borde minskas, utan huruvida, i vilken utsträckning och i vilka fall skattekilens negativa effekter är större än effekterna av att uppbåda motsvarande inkomster på annat sätt, att ta statliga lån eller att minska den offentliga sektorns utgifter på något visst sätt.

## Statistik
Statistik över löner i Sverige finns i Statistiska centralbyrån, SCB:s, lönedatabas. I lönedatabasen hittar du bland annat genomsnittlig månadslön för vissa yrken.